# Poslednjaja doroga
Poslednjaja doroga (russisk: Последняя дорога) er en sovjetisk spillefilm fra 1986 af Leonid Menaker.

## Medvirkende
- Aleksandr Kaljagin som Zjukovskij
- Vadim Medvedev som Vjazemskij
- Irina Kuptjenko som Vjazemskaja
- Jelena Karadzjova som Natalja Pusjkina
- Innokentij Smoktunovskij som Geckern